# Albero III di Kuenring
Albero III di Kuenring (attorno al 1115 – 15 agosto 1182) fu ministeriale appartenente alla stirpe dei Kuenringer nell'Ostarrîchi.

## Biografia

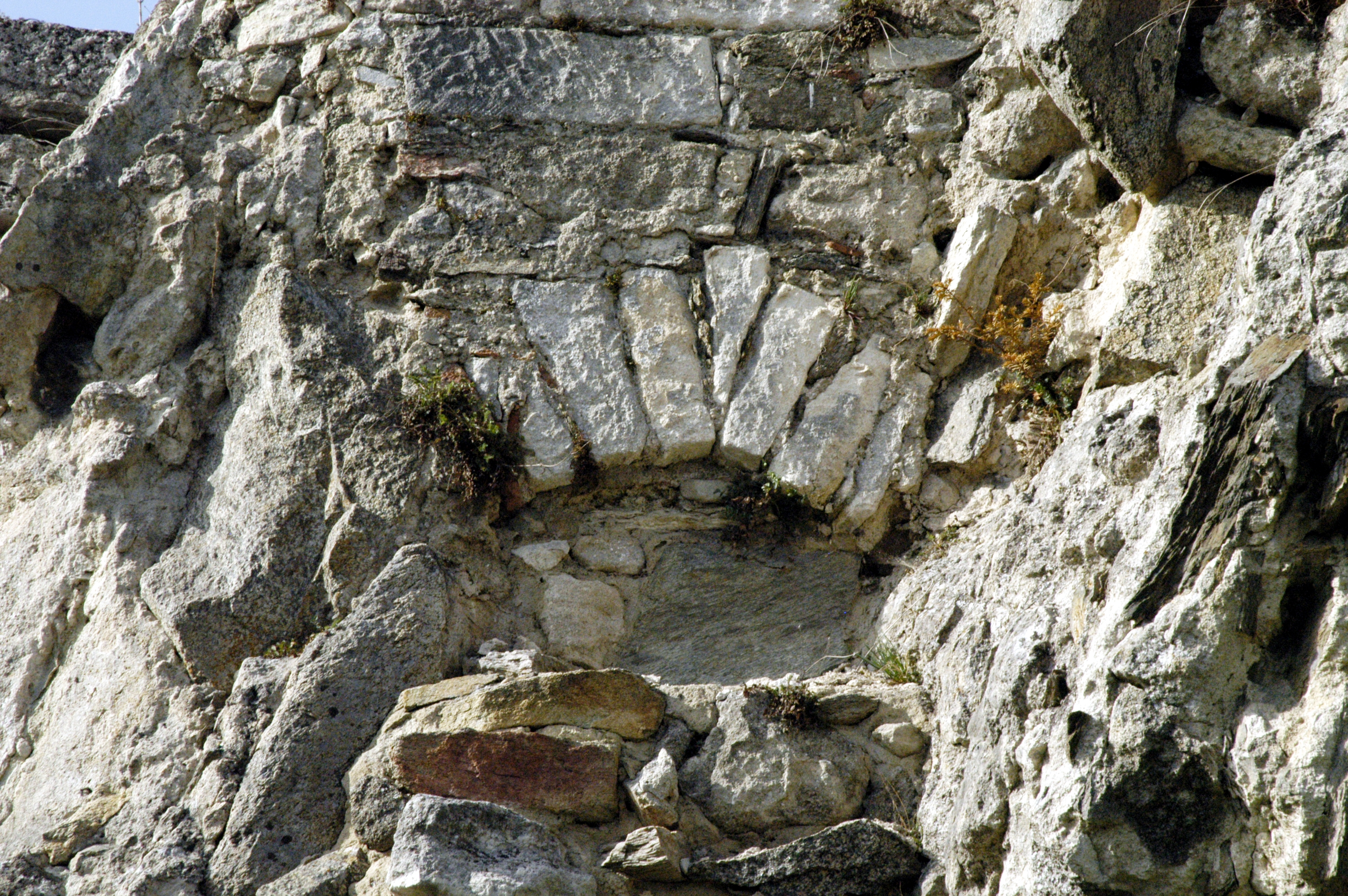
Resti delle mura del castello Kühnring

Albero III di Kuenring, menzionato per la prima volta nei documenti nel 1137, nacque probabilmente tra il 1115 e il 1120 come figlio di Albero I. Acquisì notevoli proprietà per via ereditaria: egli infatti ereditò grandi proprietà dal padre, dai fratelli e dai figli di questi, soprattutto sulla riva sinistra del Danubio. Nel 1138, dopo la morte di Hadmar I, entrò in possesso del castello di Kühnring, il castello ancestrale della famiglia, che Hadmar aveva fatto costruire poco prima. Da quel momento in poi, il nome Kuenring iniziò ad affermarsi come nome di una famiglia che apparteneva ai più illustri ministeriali dei Babenberg.
Quando il margravio Leopoldo IV divenne duca di Baviera, Albero combatté al suo fianco contro i Welfen dal 1136 al 1141. Probabilmente accompagnò suo fratello e successore Enrico II Jasomirgott nella seconda crociata dal 1147 al 1149 e assistette all'elevazione del margraviato a ducato (Privilegium Minus) il 17 settembre 1156 a Ratisbona nel seguito del duca. Albero è anche spesso menzionato nelle donazioni ai monasteri e come testimone nelle sessioni giudiziarie.
Egli aumentò le proprietà del monastero cistercense di Zwettl, fondato da Hadmar I, per mezzo di donazioni e sostenne la costruzione degli edifici del monastero e della chiesa.
Nel Nordwald (nome medievale per le aree forestali verso la Boemia dalla Foresta dell'Alto Palatinato attraverso la Foresta bavarese e la Selva Boema fino al Waldviertel) il centro di potere fu ampliato nella zona di confine con la Moravia e intorno al 1160 i Kuenringer ricevettero il patronato su Weitra.
Albero fece costruire una chiesa a Zistersdorf, la cui consacrazione nel 1160 portò alla prima menzione documentaria del villaggio. Dopo la morte di Albero, Zistersdorf fu fondata intorno al 1250 dai Kuenringer come città munita di mura, che ottenne lo statuto di città nel 1284.
Il suo matrimonio con Elisabetta, le cui origini non sono note, generò due figli, Gisela e Hadmar II. Albero morì il 15 agosto 1182 e fu sepolto nella sala capitolare dell'abbazia di Zwettl.